# Phlebotomus
Flebótomos (Phlebotomus) são um género zoológico, pertencente à família Psychodidae, que é vulgarmente chamada de mosquito.

## Espécies
- Phlebotomus alexandri
- Phlebotomus ariasi
- Phlebotomus balcanicus
- Phlebotomus brevis
- Phlebotomus chabaudi
- Phlebotomus kyreniae
- Phlebotomus langeroni
- Phlebotomus longicuspis
- Phlebotomus longiductus
- Phlebotomus major
- Phlebotomus mascittii
- Phlebotomus papatasi
- Phlebotomus perfiliewi
- Phlebotomus perniciosus
- Phlebotomus riouxi
- Phlebotomus sergenti
- Phlebotomus simici
- Phlebotomus tobbi